# Ranking FIFA Feminino da CONMEBOL
O Ranking FIFA Feminino da CONMEBOL é um sistema que classifica as 10 seleções nacionais femininas filiadas à Confederação Sul-Americana de Futebol (CONMEBOL), de acordo com suas respectivas classificações no Ranking Feminino Mundial da FIFA.

## Primeiro Ranking
O primeiro ranking feminino da FIFA foi divulgado em 16 de julho de 2003 e a primeira seleção a liderar o ranking FIFA feminino da CONMEBOL foi a Seleção Brasileira.
Estas foram as 10 primeiras colocações do primeiro ranking feminino da CONMEBOL elaborado pela FIFA:
| Posição | Posição Regional | Seleção   | Pontos |
| ------- | ---------------- | --------- | ------ |
| 6º      | 1º               | Brasil    | 2037   |
| 35º     | 2º               | Argentina | 1624   |
| 36º     | 3º               | Colômbia  | 1615   |
| 39º     | 4º               | Peru      | 1603   |
| 50º     | 5º               | Chile     | 1487   |
| 51º     | 6º               | Equador   | 1473   |
| 65º     | 7º               | Paraguai  | 1354   |
| 67º     | 8º               | Uruguai   | 1347   |
| 73º     | 9º               | Venezuela | 1287   |
| 79º     | 10º              | Bolívia   | 1216   |

## Ranking
Atualizado em 12 de junho de 2025.
| Posição | Posição Regional | Seleção   | Pontos  |
| ------- | ---------------- | --------- | ------- |
| 4º      | 1º               | Brasil    | 2004,31 |
| 18º     | 2º               | Colômbia  | 1797,42 |
| 32º     | 3º               | Argentina | 1667,76 |
| 39º     | 4º               | Chile     | 1551,88 |
| 45º     | 5º               | Paraguai  | 1510.14 |
| 48º     | 6º               | Venezuela | 1500,56 |
| 63º     | 7º               | Uruguai   | 1410,01 |
| 67º     | 8º               | Equador   | 1388.12 |
| 77º     | 9º               | Peru      | 1290.61 |
| 105º    | 10º              | Bolívia   | 1186,31 |

## Equipe Feminina do ano da CONMEBOL
Equipe do ano é o título concedido à seleção feminina sul-americana que fecha o ano na primeira colocação do ranking regional, por vezes obtendo esse mesmo desempenho ao longo do período. A tabela abaixo relaciona as três primeiras posições de fechamento em cada ano.
| Ano  | Primeiro | Segundo   | Terceiro  |
| ---- | -------- | --------- | --------- |
| 2003 | Brasil   | Colômbia  | Argentina |
| 2004 | Brasil   | Colômbia  | Argentina |
| 2005 | Brasil   | Peru      | Argentina |
| 2006 | Brasil   | Argentina | Peru      |
| 2007 | Brasil   | Argentina | Peru      |
| 2008 | Brasil   | Argentina | Equador   |
| 2009 | Brasil   | Argentina | Colômbia  |
| 2010 | Brasil   | Argentina | Colômbia  |
| 2011 | Brasil   | Colômbia  | Argentina |
| 2012 | Brasil   | Colômbia  | Argentina |
| 2013 | Brasil   | Colômbia  | Uruguai   |
| 2014 | Brasil   | Colômbia  | Argentina |
| 2015 | Brasil   | Colômbia  | Argentina |
| 2016 | Brasil   | Colômbia  | Venezuela |
| 2017 | Brasil   | Colômbia  | Argentina |
| 2018 | Brasil   | Colômbia  | Argentina |
| 2019 | Brasil   | Colômbia  | Argentina |
| 2020 | Brasil   | Colômbia  | Argentina |
| 2021 | Brasil   | Colômbia  | Argentina |
| 2022 | Brasil   | Colômbia  | Argentina |
| 2023 | Brasil   | Colômbia  | Argentina |
| 2024 | Brasil   | Colômbia  | Argentina |

### Desempenho por país
| Seleção   | Primeiro | Segundo                                                                                              | Terceiro                                                                                       |
| --------- | --- | --- | ---------------------------------------------------------------------------------------------- |
| Brasil    | 22 (2003, 2004, 2005, 2006, 2007, 2008, 2009, 2010, 2011, 2012, 2013, 2014, 2015, 2016, 2017, 2018, 2019, 2020, 2021, 2022, 2023 e 2024) | 0 | 0                                                                                              |
| Colômbia  | 0 | 16 (2003, 2004, 2011, 2012, 2013, 2014, 2015, 2016, 2017, 2018, 2019, 2020, 2021, 2022, 2023 e 2024) | 2 (2009 e 2010)                                                                                |
| Argentina | 0 | 5 (2006, 2007, 2008, 2009 e 2010)                                                                    | 15 (2003, 2004, 2005, 2011, 2012, 2014, 2015, 2017, 2018, 2019, 2020, 2021, 2022, 2023 e 2024) |
| Peru      | 0 | 1 (2005)                                                                                             | 2 (2006 e 2007)                                                                                |
| Equador   | 0 | 0 | 1 (2008)                                                                                       |
| Uruguai   | 0 | 0 | 1 (2013)                                                                                       |
| Venezuela | 0 | 0 | 1 (2016)                                                                                       |